# Official Hige Dandism
Official Hige Dandism (Official 髭 男dism), stylisé Official HIGE DANdism et communément appelé Higedan, est un groupe de pop rock japonais originaire de Matsue. Formé en 2012, le groupe est un quatuor composé de Satoshi Fujihara, Daisuke Ozasa, Makoto Narasaki et Masaki Matsūra.

## Histoire
Official HIGE DANdism est formé en 2012 par Satoshi Fujihara, Makoto Narasaki, Masaki Matsūra, tous trois membres du club de musique de l'université de Shimane, et Daisuke Ozasa, un ami en-dehors de l'université.
Le groupe sort son premier projet Love to Peace wa Kimi no Naka (ラブとピースは君の中) en avril 2015.
En août 2018, leur titre FIRE GROUND (ファイア・グラウンド) sert de premier générique d'ouverture à l'anime Hinomaru Sumo.
En octobre 2019, leur single Pretender (プリテンダー), sorti sept mois plus tôt, devient leur premier titre à atteindre la 1re place des charts japonais.
En février 2020, I LOVE... (アイラブ...) devient le second titre du groupe à se placer à la 1re place des charts japonais.
En 2021, leur single Cry Baby (クライ・ベイビー) est utilisé comme générique d'ouverture de l'anime Tokyo Revengers.
En 2022, leur single Mixed Nuts (ミックスナッ) est utilisé comme générique d'ouverture de l'anime Spy × Family
En 2023, leur single White Noise (ホワイトノイズ) est utilisé comme générique d'ouverture de l'animé Tokyo Revengers pour la 2eme saison.
En 2024, leur single Same Blue est utilisé comme générique d'ouverture de l'animé Blue Box. 

## Membres
- Satoshi Fujihara (藤原 聡, Fujihara Satoshi?), né le 19 août 1991 à Yonago, chanteur principal et claviériste du groupe ;
- Daisuke Ozasa (小笹 大輔, Ozasa Daisuke?), né le 6 janvier 1994 à Matsue, guitariste et deuxième chanteur du groupe ;
- Makoto Narasaki (楢﨑 誠, Narasaki Makoto?), né le 18 mars 1989 à Fukuyama, bassiste et saxophoniste du groupe ;
- Masaki Matsūra (松浦 匡希, Matsuura Masaki?), né le 22 janvier 1993 à Yonago, batteur du groupe.

## Discographie

### Singles
- 2017 : Tell Me Baby/Brothers (テル・ミー・ベイビー/ブラザーズ?)
- 2018 : No Doubt (ノーダウト?)
- 2018 : Bad for Me (バッドフォーミー?)
- 2019 : Pretender (プリテンダー?)
- 2019 : Shukumei (宿命?)
- 2020 : I LOVE... (アイラブ...?)
- 2020 : Parabola (パラボラ?)
- 2020 : Laughter (ラフター?)
- 2021 : Universe (ユニバース?)
- 2021 : Cry Baby (クライ・ベイビー?)
- 2021 : Apoptosis (アポトーシス?)
- 2022 : Anarchy (アナーキー?)
- 2022 : Mixed Nuts (ミックスナッツ?)
- 2022 : Subtitle (サブタイトル?)
- 2023 : White Noise (ホワイトノイズ?)
- 2023 : TATTOO (タトゥー?)
- 2023 : Chessboard (チェスボード/にちじょう?)
- 2023 : Nichijo (日常?)
- 2023 : SOULOUP (ソウルスープ?)
- 2024 : Same Blue (セイム・ブルー?)
- 2024 : 50% (フィフティーパーセント?)

### EPs
- 2016 : What's Going On? (ホワッツ・ゴーイング・オン??)
- 2017 : LADY (レディー?)
- 2018 : Stand By You EP (スタンド・バイ・ユー?)
- 2020 : HELLO EP (ハロー イ?)
- 2022 : Mixed Nuts EP (ミックスナッツ?)

### Mini-albums
- 2015 : Love to Peace wa Kimi no Naka (ラブとピースは君の中?)
- 2016 : MAN IN THE MIRROR (マン・イン・ザ・ミラー?)
- 2017 : Report (レポート?)

### Albums studio
- 2018 : Escaparade (エスカパレード?)
- 2019 : Traveler (トラベラー?)
- 2021 : Editorial (エディトリアル?)
- 2024 : Rejoice (リジョイス?)